# Jak and Daxter: The Precursor Legacy
Jak and Daxter: The Precursor Legacy är ett plattformsspel till Playstation 2, utvecklat av spelföretaget Naughty Dog och utgivet av Sony Computer Entertainment. Spelet släpptes i december 2001 och är det första spelet i serien om Jak and Daxter.
Spelutvecklingen påbörjades i januari av 1999 och följde det fjärde spelet i serien av Naugty Dogs Crash Bandicoot franchise till PlayStation. När spelet släpptes fick Jak and Daxter kritikerros och de flesta kritiker berömde spelet för dess variation. Många kritiker var överens om att spelet hade några av de snyggaste grafikerna som fanns tillgängliga när det släpptes. År 2002 hade spelet sålt över en miljon exemplar globalt och 2007 hade det sålt två miljoner exemplar bara i USA. 2012 var det en av de remastrade portarna som ingick i Jak and Daxter Collection för PlayStation 3 och för PlayStation Vita 2013. Spelet släpptes som en “PlayStation 2 Classic”-port för PlayStation 4 den 22 augusti 2017. 2022 släpptes en PC-port av fans från OpenGOAL-projektet.

## Handling
Miljö
Spelet utspelar sig på en fiktiv, jordliknande planet, specialtillverkad av Naughty Dog till spelet, som innehåller fantasyelement. Planeten består av små och inte särskilt tekniskt avancerade bosättningar, omgivna av olika miljöer från djungel till vulkaner och övergivna ruiner som spelarna kan utforska.
Det första stora navet är Sandover Village (byn Sandover) som är hemmet för de två huvudpersonerna: Jak, en stum 15-årig tonåring, och hans bästa vän, Daxter (Max Casella), en störig gaphals som i början av spelet transformeras till en fiktiv hybrid av en utter och en vessla, kallad en “ottsel” (uttssel).
Eco är en typ av mystisk, färgad energi som dominerar världen och som skapades av en uråldrig ras av varelser som bara är känd som “the Precursors”, föregångarna. De antyds av Samos Hagai (Warren Burton) i början för att vara universums mästare och skapare av allt liv på planeten. Dom två pojkarna bor ihop med Samos, som är den gröna econs visman, och far till Keira (Anna Garduño), som antyds vara Jaks kärleksintresse. Hon bygger det flygande Zoomer-fordonet som Jak och Daxter använder flera gånger under deras äventyr.
Spelets primära fiender består av elaka bestar med många olika formar kända som “Lurkers” (lurkar). Lurkarna leds av dom två antagonisterna Gol Acheron, den mörka vismannen (Dee Snider) och hans syster, Maia Acheron (Jennifer Hagood), som har blivit ondskefulla och fördärvade av det mörka eco de studerade. Deras mål är att öppna en gigantisk silo full av mörk eco och använda den för att forma universum efter deras smak. Andra karaktärer är dom blåa, röda och gula vismännen, som alla är mästare över det eco som de fått sitt namn från, som har fångats av Gol och Maia och som tvingas hjälpa dem i deras skändliga plan. 